# Palazzo Priuli Ballan

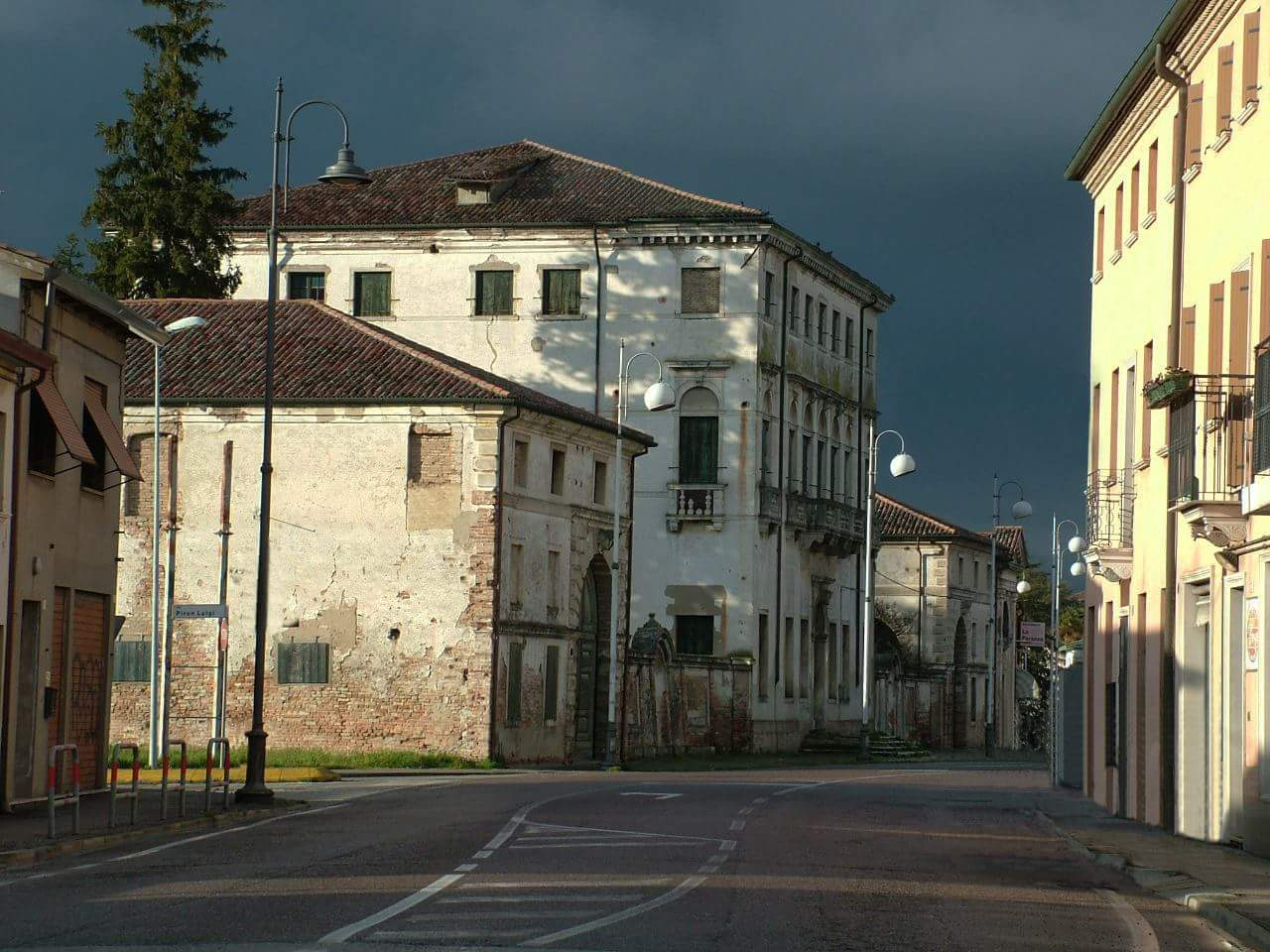
Prima del temporale - vista provenendo da Arzerello

Palazzo Priuli Ballan  è un edificio signorile esempio di villa veneta situato a Piove di Sacco (PD), ubicato al civico 20 di Via Borgo Rossi.

## Storia[1][2][3][4]
Il palazzo è  situato appena all'esterno del centro storico di Piove di Sacco, al  di fuori del canale di cinta del paese nel quartiere ora denominato Borgo Rossi un tempo Contrà Santa Giustina e lungo  la strada che porta alla frazione  di Arzerello. La prima citazione riguardante il complesso è riportata in una "dichiarazione d'estimo" che risale al 1518  e nella quale si cita Alvise Priuli fu Nicolò quale proprietario di un palazzo a due piani oltre  al pianterreno.
Le barchesse e l'oratorio risalgono ad un periodo successivo, se ne trova traccia in uno scritto della metà del 1700 di Andrea Gloria che parla di "quello sfarzoso Priuli con grandi fabbriche adiacenti, giardino e viali ombrosi".

## Storia recente

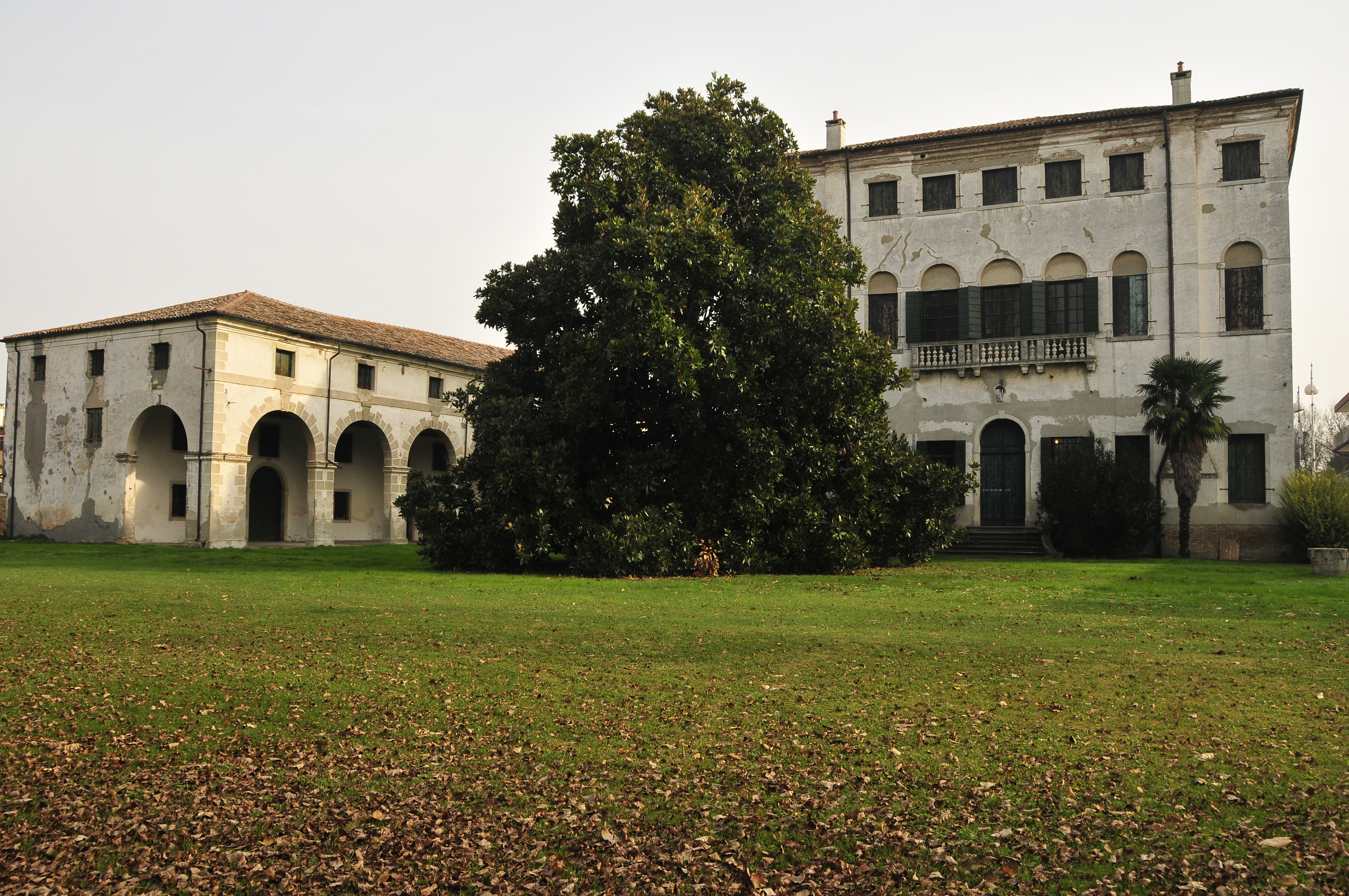
Palazzo Priuli Ballan visto dal giardino interno

Come molte ville ed edifici storici, il palazzo venne  utilizzato durante la terza guerra di indipendenza dalla truppe austriache e come ospedale militare durante la prima guerra mondiale. Nel 1940 fu seriamente danneggiato da un incendio che lo rese pericolante. Al restauro in collaborazione con la sovraintendenza ai beni culturali, pensò la Famiglia Bastianello di Padova, all'epoca  proprietaria dell'immobile che lo abitò per un breve periodo. Successivamente durante la seconda guerra mondiale fornì alloggio ad alcuni sfollati e  fu utilizzato sia come comando delle truppe tedesche sia come magazzino. Ne rimangono come testimonianza scritti e disegni a matita visibili su alcune pareti dell'oratorio. Dalla fine della guerra fino al  1957 venne adibiti ad uffici  e magazzino tabacchi. Attualmente è di proprietà della famiglia Ballan di Piove di Sacco e  viene occasionalmente utilizzato per incontri  a carattere culturale o conviviale.  

## Descrizione del palazzo
Il complesso immobiliare si  compone di un corpo centrale, di due barchesse laterali, un oratorio, un parco  e di resti di un'esedra situata nella parte frontale. Il corpo centrale a pianta quadrangolare si sviluppa su tre piani. La struttura è quella tipica delle ville venete, costituita da un salone passante sul quale si affacciano simmetricamente le porte delle stanze laterali, da uno scalone monumentale a tenaglia che porta al piano nobile che presenta una analoga conformazione.  

Una scala di servizio conduce al secondo piano che probabilmente era abitato dalla servitù e utilizzato occasionalmente 

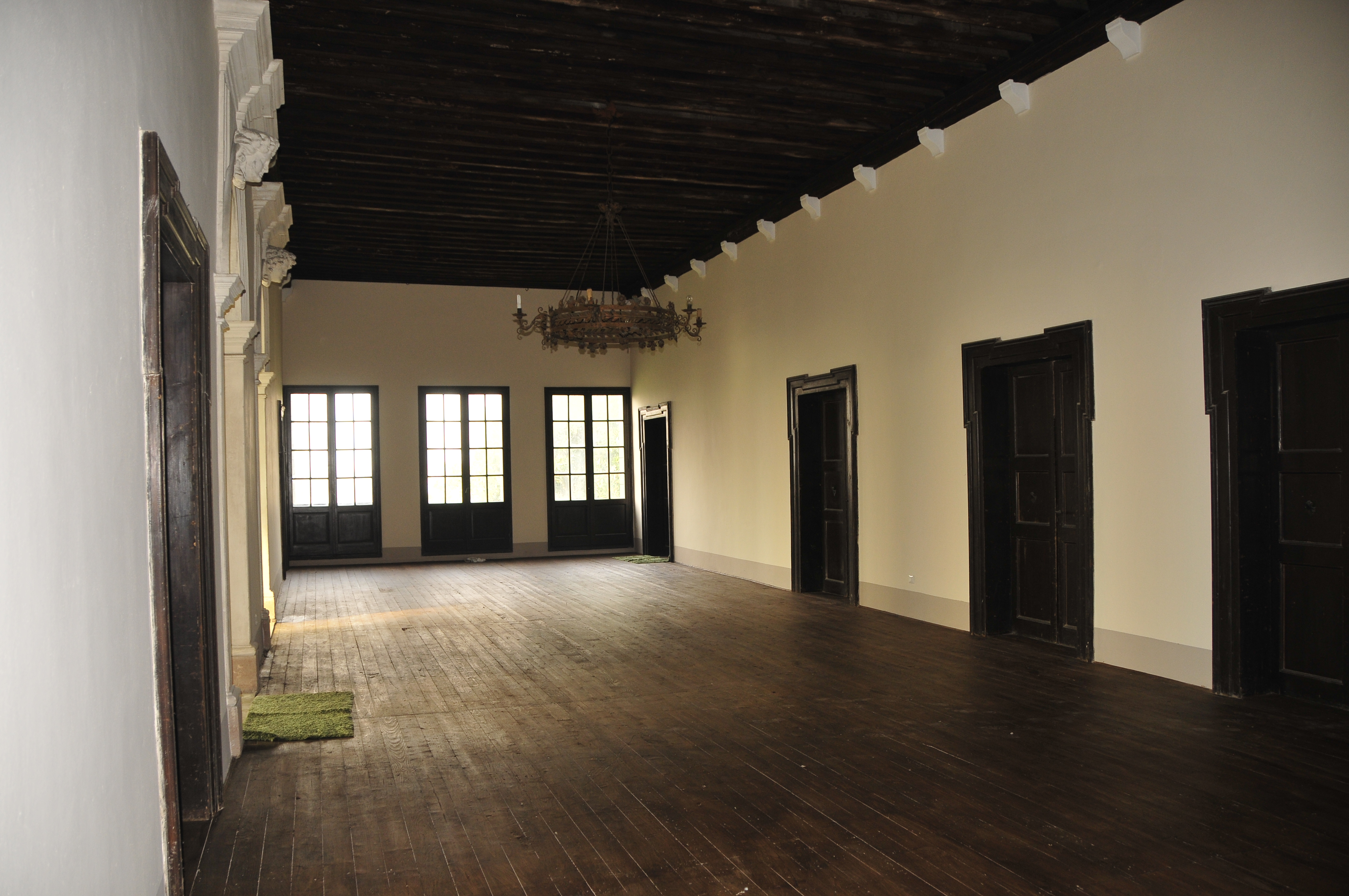
Palazzo Priuli Ballan salone passante primo piano

 dalla proprietà nei mesi più freddi. Di fronte al palazzo lungo la strada pubblica, è situata quel che resta dell'esedra che un tempo costituiva parte integrante del complesso e della quale ora rimane solamente una nicchia in cui è collocata una statua che la tradizione vuole  rappresentare Ercole. Ora questo annesso non di proprietà, ha perso buona parte degli ornamenti che probabilmente lo costituivano e risulta staccato dal parco che si trova nel retro della villa e che invece mantiene ancora sei statue ben conservate posizionate sopra i basamenti originari, che accoppiate a due a due costituivano l'ingresso dei tre viali che si addentravano nel più ampio parco all'italiana ora non più presente. 

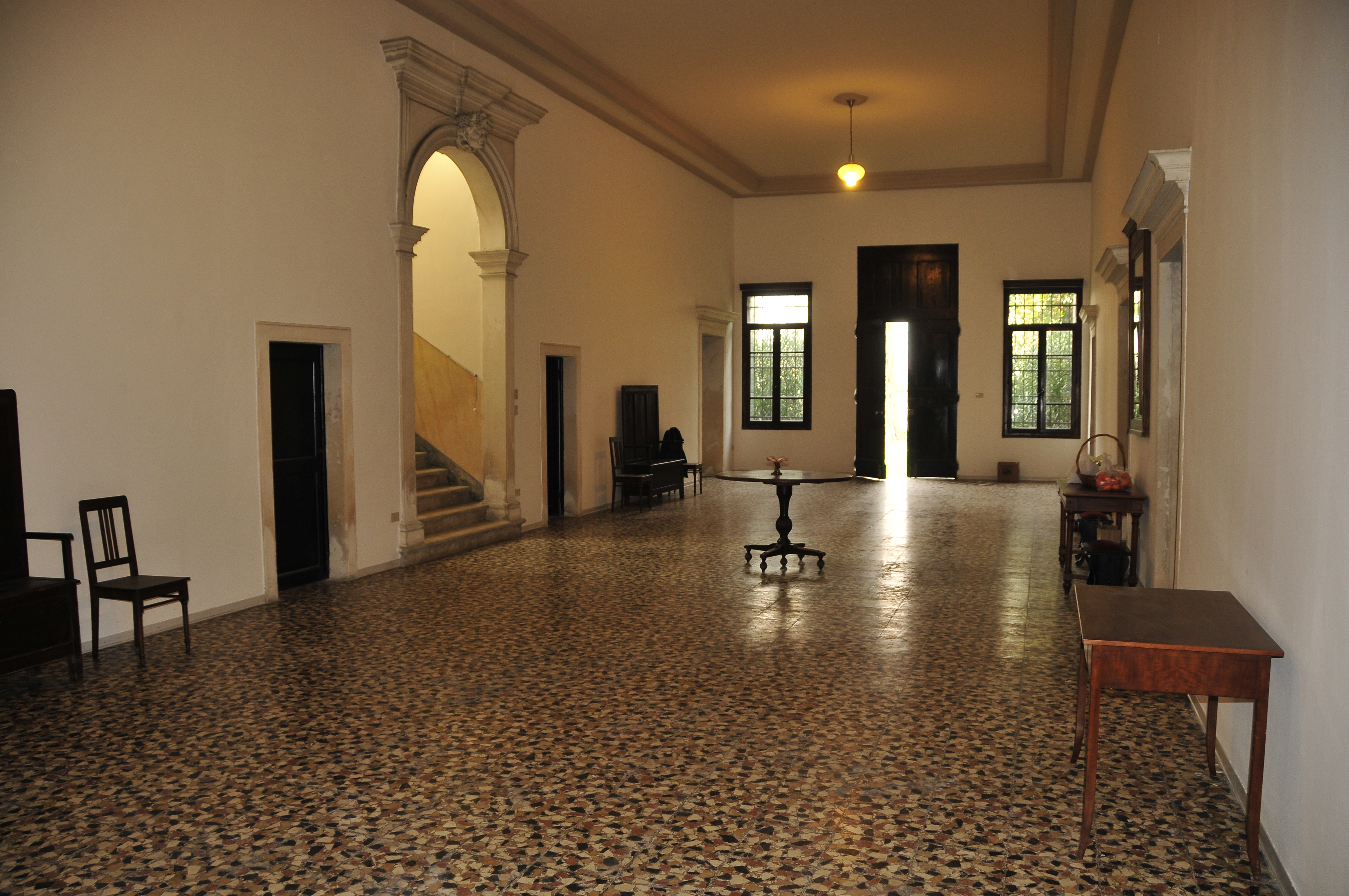
Palazzo Priuli Ballan salone passante al piano terra

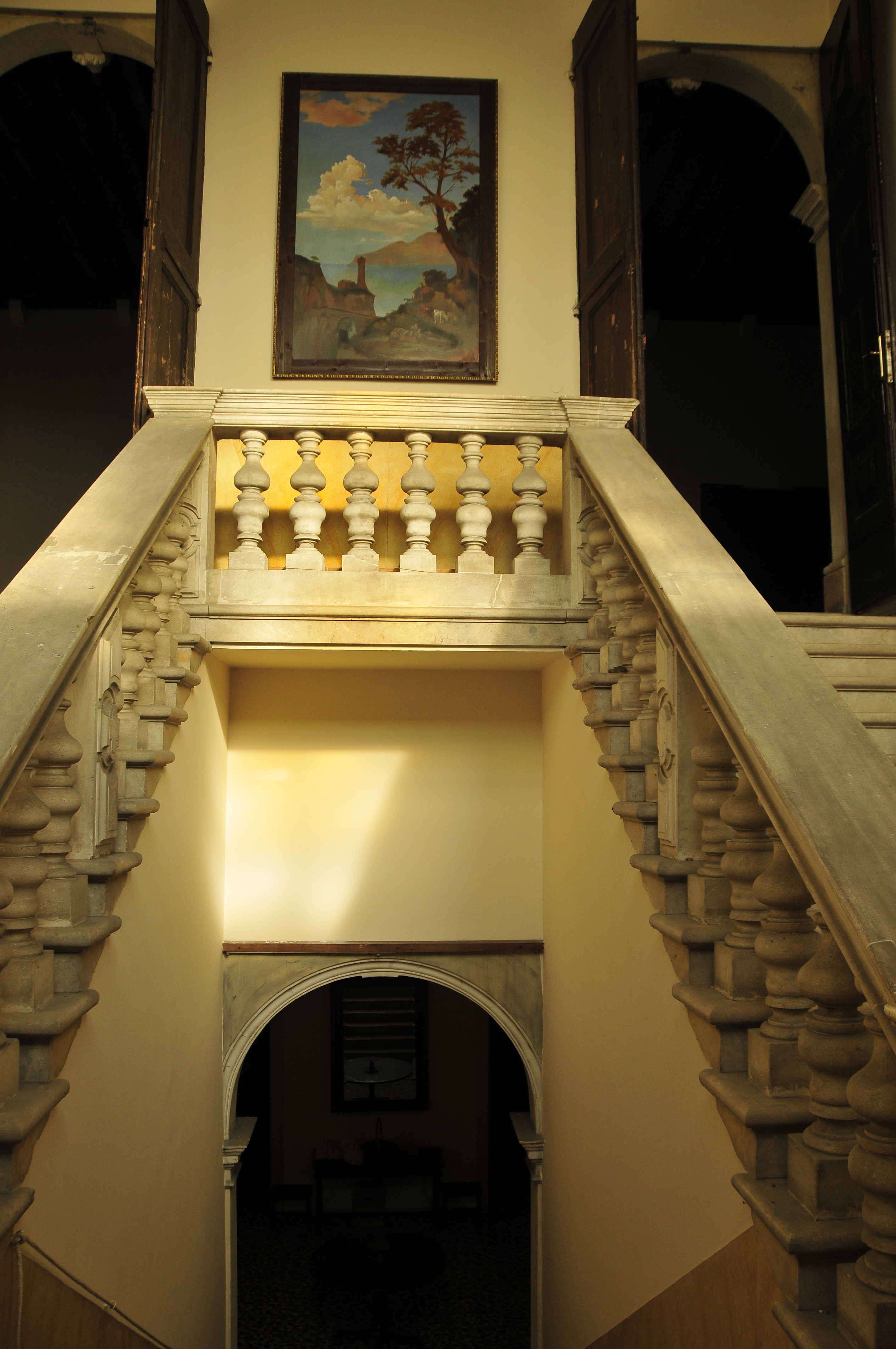
Palazzo Priuli Ballan scalone a tenaglia

## Le barchesse
Le due barchesse laterali si presentano come due grandi ali libere staccate dal corpo dominicale. Queste adiacenze si sviluppano su tre piani. Le facciate che si sporgono verso la villa sono scandite da sette arcate rivestite a bugnato mentre gli archi rivolti verso la strada pubblica sono arricchiti nella chiave di volta da mascheroni e guarnizioni.

## L'oratorio
Inglobato nella barchessa nord del palazzo e affacciantesi con un'entrata nella strada pubblica, si trova l'oratorio consacrato nel 1713 e dedicato alla Madonna della Salute a Sant'Andrea Apostolo e alle Sante Elisabetta ed Elena. Presenta sia fuori che all'interno forme quasi perfettamente intatte. Al suo interno conserva ancora la demarcazione che limitava in passato lo spazio riservato ai padroni di casa e quello destinato alla servitù. L'elemento principale è l'altare barocco intarsiato con marmi policromi che trova un suo gemello in un analogo altare laterale presente nella cattedrale intitolata alla Vergine Maria e situata dell'isola di Krk in Croazia.

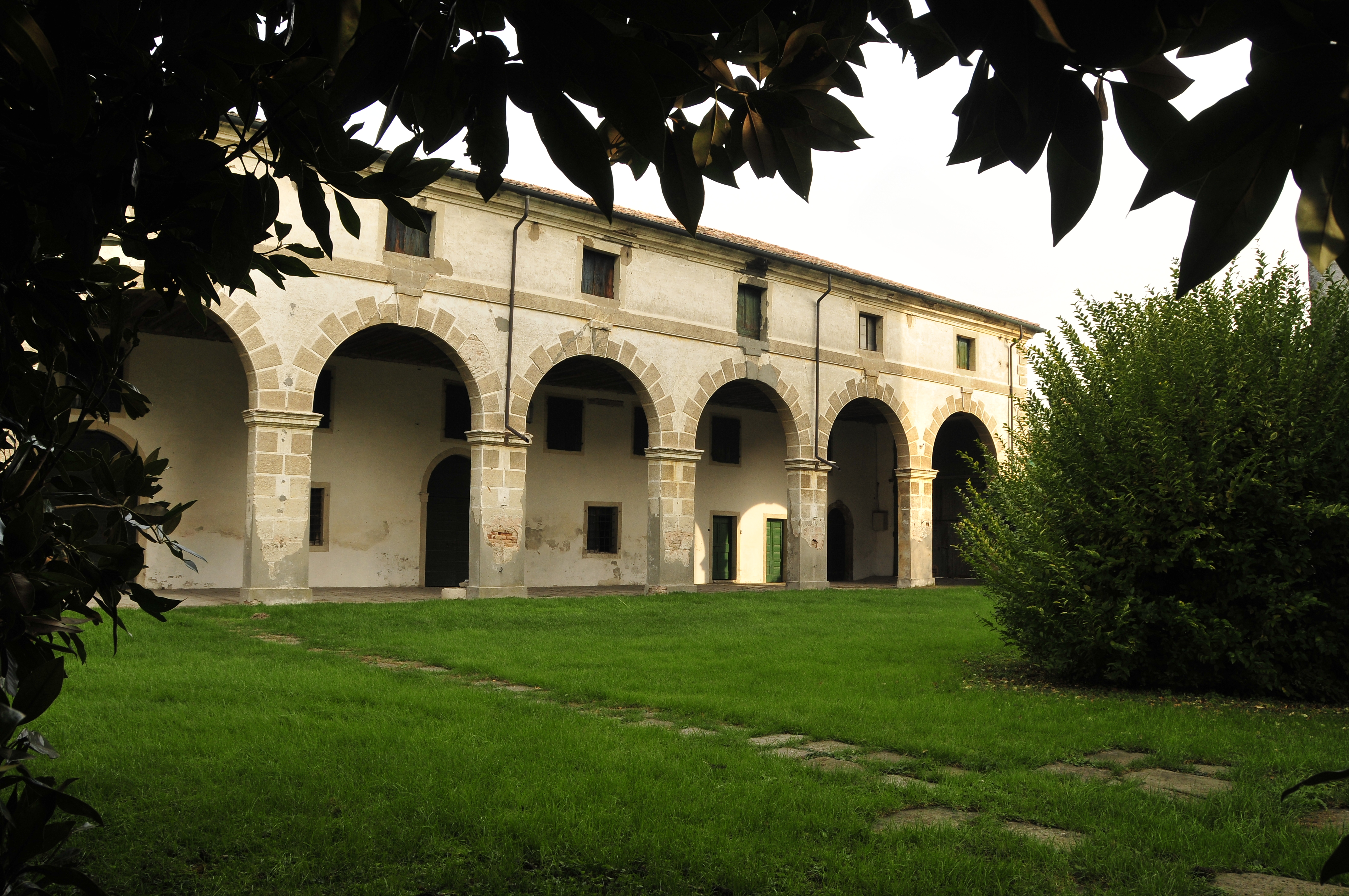
Palazzo Priuli Ballan barchessa interna al giardino